# TV Perú
TV Perú é uma rede de televisão estatal do Peru. Seus estúdios se encontram na Zona Leste de Santa Beatriz, na cidade de Lima, é lá também que é a sede central da emissora. É a rede peruana com maior cobertura de televisiva e também a mais antiga, tendo iniciado suas transmissões em 1958. Em 2010, iniciou oficialmente a sua transmissão em sinal digital, sendo o primeiro canal peruano a utilizar essa tecnologia.
A emissora pertence ao Instituto Nacional de Radio y Televisión del Perú (IRTP), que administra também a Radio Nacional del Peru e a Radio La Crónica AM.
Desde 2009, a administração da emissora decidiu banir as propagandas publicitárias do canal, tornando-a assim uma das poucas emissoras de televisão abertas do mundo que não transmitem intervalos comercial. 